# 花格貝母
花格貝母（學名：Fritillaria meleagris）是百合科贝母属的植物，又名阿爾泰貝母、小貝母、珠雞斑貝母、蛇頭貝母。

## 特徵
花格貝母的花朵呈紅褐色、紫色及灰色，有時會是白色的。花期3－5月，高15－40厘米。鱗莖圓形，直徑約2厘米，內含有毒的生物鹼。

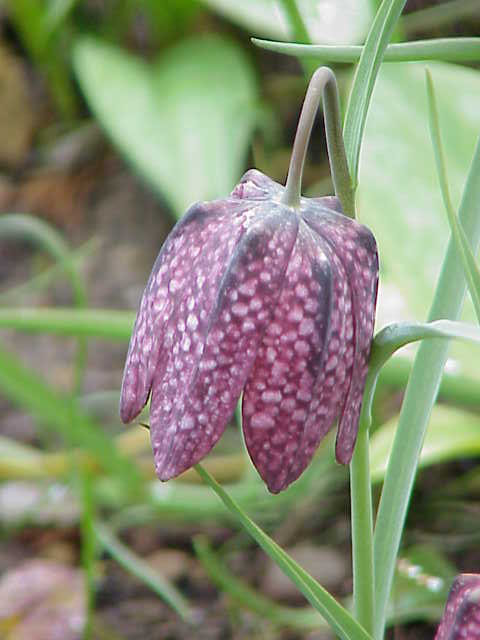
近观
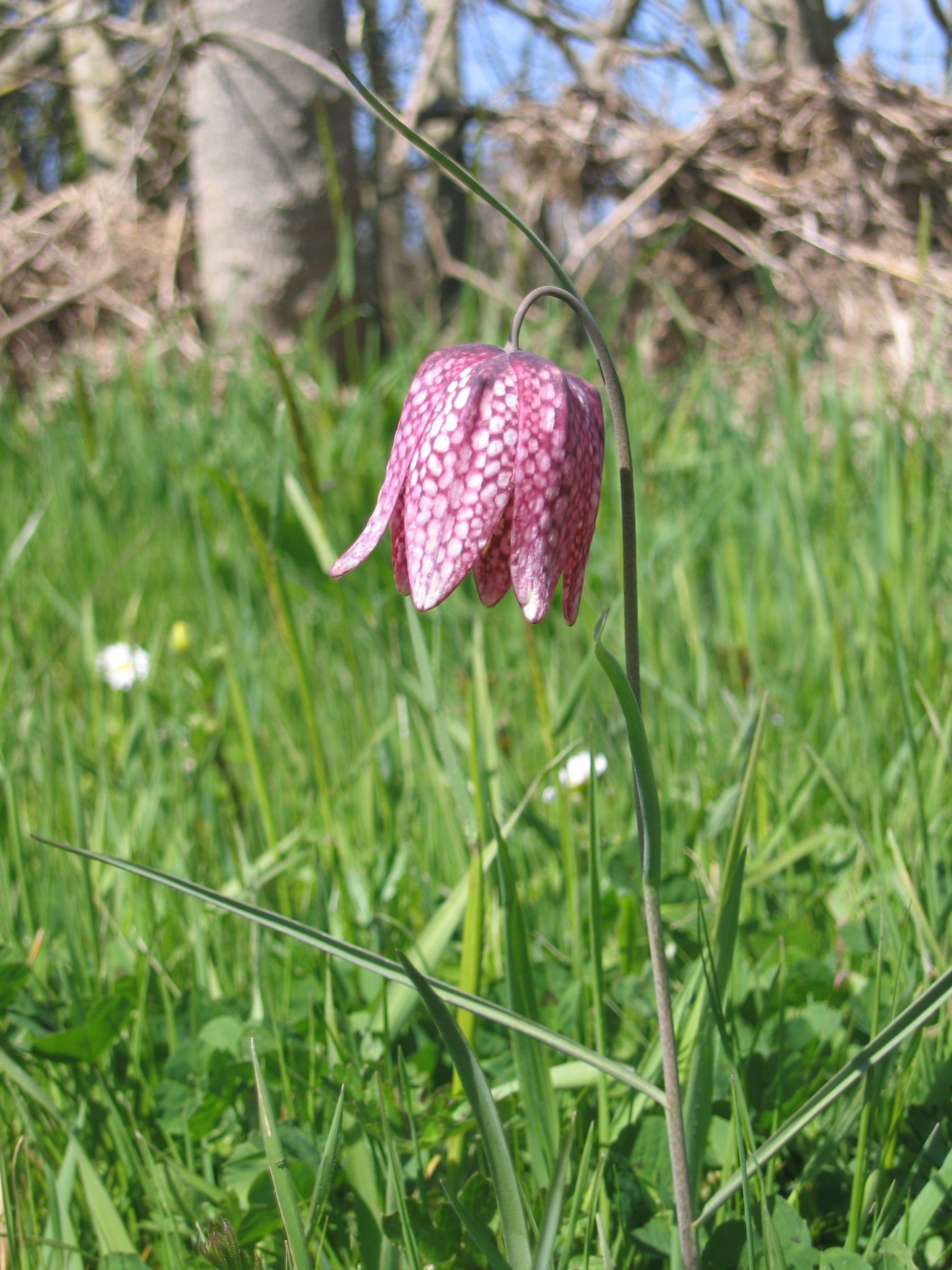
花朵上的格纹清晰可见，摄於法国西部库埃龙的奥杜邦沼泽
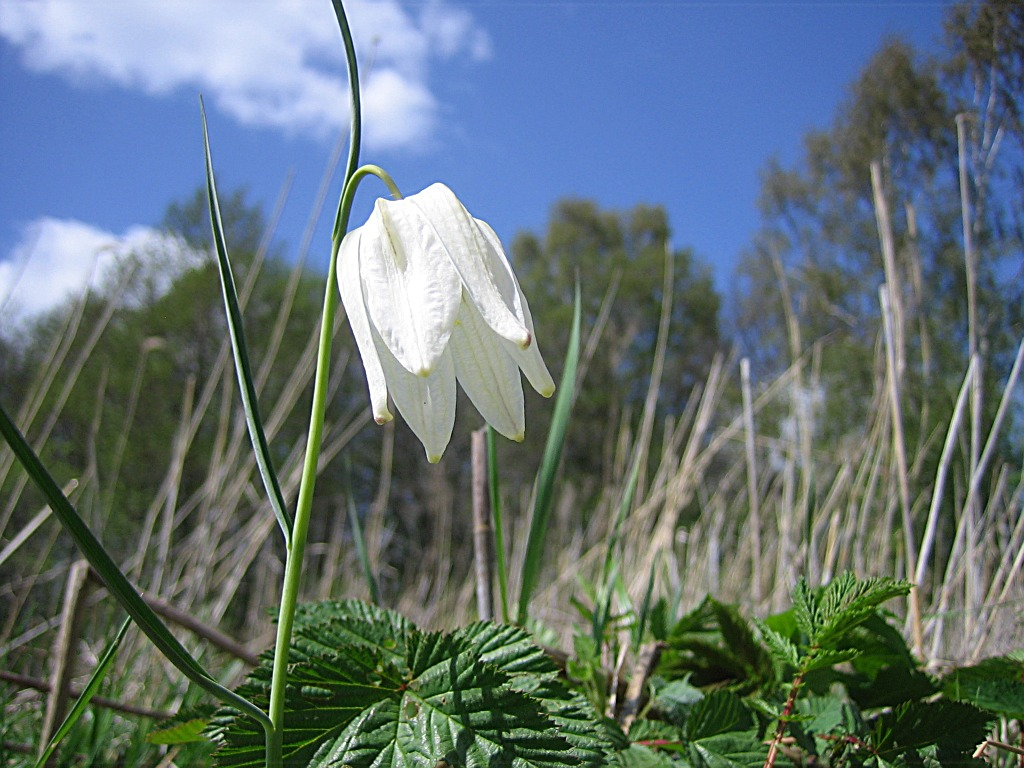
白色花格貝母，摄於瑞典斯德哥尔摩群岛的Sandemar牧场

## 生長及分佈地
花格貝母一般生長在草原、潮濕土壤及河流草坪。它們可以生长在海拔800米的地方。
花格貝母原產於歐洲，但在法國、斯洛文尼亞、羅馬尼亞等地，野生種已經处於瀕危。它們是唯一原產於英國的百合。由於土地用途的改變，它們在野外已很稀有。

## 文化
花格貝母是克羅地亞的國家象徵。它們也是瑞典烏普蘭的省花。

## 外部連結
- Paghat's Garden （页面存档备份，存于）
- Schachbrettblume （页面存档备份，存于）
- （简体中文）中国数字植物标本馆中的相关内容：花格貝母